# ТЕС Порту-Велью
8°47′42″ пд. ш. 63°48′55″ зх. д. / 8.79500° пд. ш. 63.81528° зх. д.
ТЕС Порту-Велью (TermoNorte) – теплова електростанція на заході Бразилії у штаті Рондонія. 
Головним компонентом станції є парогазовий блок комбінованого циклу потужністю 340 МВт, введений в експлуатацію у 2003 році (відомий також як TermoNorte II). Він має три газові турбіни потужністю по 73,8 МВт, які через відповідну кількість котлів-утилізаторів живлять одну парову турбіну з показником 119 МВт. 
Крмі того, діють чотири генераторні установки на основі двигунів внутрішнього згоряння Wärtsilä 18v46 потужністю по 64 МВт (відомі як TermoNorte I).
Як паливо станція споживає нафтопродукти.
Видача продукції відбувається по ЛЕП, розрахованій на роботу під напругою 230 кВ.